# Myths & Monsters
Myths & Monsters è una serie documentaristica britannica presentata da Nicholas Day e trasmessa originariamente su Netflix. In Italia la serie è stata trasmessa dal canale televisivo DMAX.

## Episodi
| Numero | Titolo italiano           | Titolo originale      | Pubblicazione USA | Trasmissione ITA |
| ------ | ------------------------- | --------------------- | ----------------- | ---------------- |
| 1      | Eroi e cattivi            | Heroes & Villains     | 23 dicembre 2017  | 26 dicembre 2018 |
| 2      | Zone ignote               | The Wild Unknown      | 23 dicembre 2017  | 2 gennaio 2019   |
| 3      | Guerra                    | War                   | 23 dicembre 2017  | 9 gennaio 2019   |
| 4      | Amore e tradimento        | Love & Betrayal       | 23 dicembre 2017  | 19 gennaio 2019  |
| 5      | Cambiamento e rivoluzione | Change & Revolution   | 23 dicembre 2017  | Gennaio 2019     |
| 6      | La fine di tutte le cose  | The End of All Things | 23 dicembre 2017  | Febbraio 2019    |